# Hostage Rescue Team
O Hostage Rescue Team (HRT) é a unidade tática de elite do Federal Bureau of Investigation (FBI). O HRT foi formado para fornecer uma capacidade tática de aplicação da lei federal em tempo integral para responder a grandes incidentes terroristas nos Estados Unidos. Hoje em dia, o HRT desempenha várias funções táticas de aplicação da lei e segurança nacional em ambientes e condições de alto risco e foi implantado também no exterior.

## Galeria
Várias cenas de treinamento do pessoal do HRT:

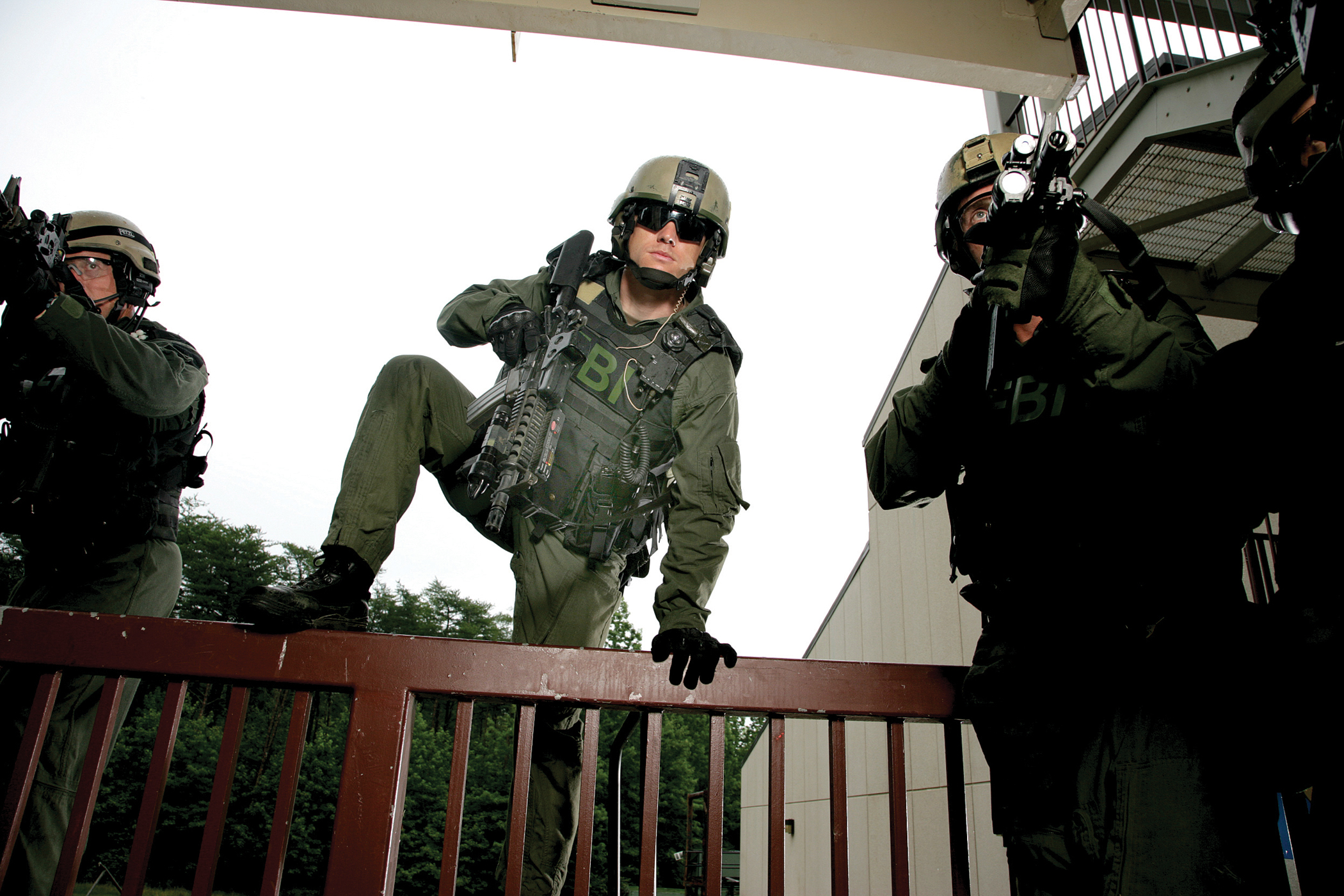
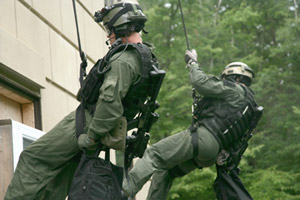
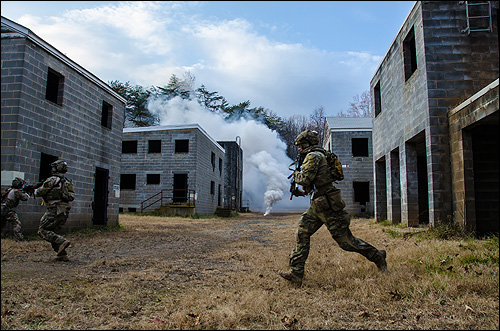
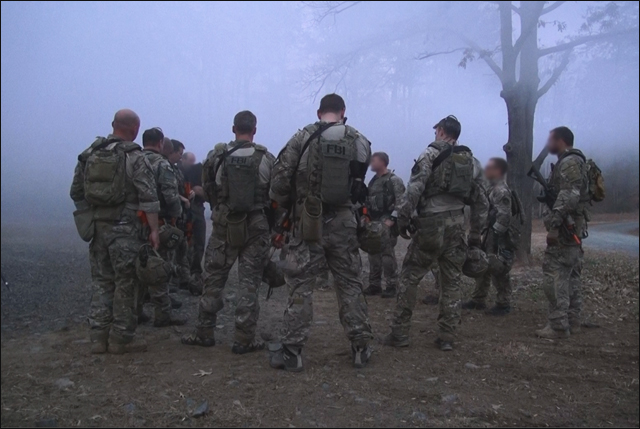